# انتظار…
انتظار… (به انگلیسی: Waiting...) یک فیلم کمدی آمریکایی محصول سال ۲۰۰۵، با هنرپیشگی رایان رینولدز، آنا فاریس و جاستین لانگ است.

## بازیگران
- رایان رینولدز در نقش مونتی
- آنا فاریس در نقش سرنا
- جاستین لانگ در نقش دین
- دیوید کوچنر در نقش دن
- جان فرانسیس دالی در نقش میچ
- کیتلین دبلدی در نقش امی
- آلانا اوباک در نقش نائومی
- شای مک‌براید در نقش بیشاپ
- لوئیس گازمن در نقش رادیموس
- راب بندیکت در نقش کالوین
- ونسا لنگیس در نقش ناتاشا
- مکس کچ در نقش تی-داگ
- اندی مایلوناکیس در نقش نیک
- دین کوک در نقش لوید
- امانوئل چریکی در نقش تیلا، متصدی بار
- جردن لاد در نقش دنیل
- وندی مالیک در نقش مادر مونتی